# Megaselia fuscinervis
Megaselia fuscinervis är en tvåvingeart som först beskrevs av Wood 1908.  Megaselia fuscinervis ingår i släktet Megaselia och familjen puckelflugor. Arten har ej påträffats i Sverige. Inga underarter finns listade i Catalogue of Life.